# 366 a.C.
Il 366 a.C. (CCCLXVI a.C. in numeri romani) è un anno  del IV secolo a.C.

## Eventi
- In Persia alcuni satrapi di Artaserse II iniziano una rivolta che durerà fino al 358 a.C.
- La città greca di Tebe si impadronisce della città di Oropo
- Si scioglie la Lega peloponnesiaca, a seguito della terza invasione del Peloponneso da parte dei Tebani, guidati da Epaminonda
- Atene fonda la città di Kos nell'isola omonima nel Mare Egeo
- Dione viene espulso da Siracusa
- Platone arriva a Siracusa su invito di Dione e la lascia l'anno successivo
- Roma
  - consoli Lucio Emilio Mamercino e Lucio Sextio Laterano, primo plebeo ad assumere la carica
  - sono istituiti i pretori e gli edili curuli

## Morti
- Aristippo, filosofo greco antico (n. 435 a.C.)
- Licomede di Arcadia, militare e politico greco antico